# Cnemaspis indraneildasii
Cnemaspis indraneildasii är en ödleart som beskrevs av  Bauer 2002. Cnemaspis indraneildasii ingår i släktet Cnemaspis och familjen geckoödlor. Inga underarter finns listade i Catalogue of Life.